# Das Große Jüngste Gericht
Das Große Jüngste Gericht é uma tela pintada a óleo, datada entre 1614 e 1617 pelo artista barroco flamengo Peter Paul Rubens. A obra retrata a aparição de Cristo no último dia vindo resgatar os merecedores da vida eterna à esquerda, e o julgamento dos condenados ao inferno à direita. A obra mede 4,635 metros de largura e mais de 6 metros de altura, estando atualmente na Alte Pinakothek, Munique.

## História
Peter Paul Rubens (1577-1640) foi um desenhista, diplomata e pintor barroco flamengo. Nasceu em Siegen, Vestfalia - Alemanha, filho do advogado calvinista flamengo Jan Rubens, passou sua infância em Colônia e em 1589 mudou-se para Antuérpia. Em1596 teve uma educação humanística por pintores renomados da época como Otto Van Veen. E assim como em Antuérpia, na Itália, onde permaneceu por oito anos a partir de 1600, estudou as obras de pintores renascentistas como Ticiano, Veronese e Tintoretto.
Foi enviado a Roma pelo Duque de Mântua para copiar algumas pinturas. Além do estudo das obras da Antiguidade, copiou modelos de Michelangelo e Raffaello Sanzio, mas também expandiu seu olhar para a arte contemporânea de Carracci, Caravaggio e Federico Barocci, podendo ser observado nas representações dos corpos nas pinturas pelas estátuas helenísticas, tal qual o corpo do Cristo inspirado em Laocoonte. Quando de volta à Antuérpia, seu estilo evoluiu por volta de 1612 e assim foi possível observar a caracterização de contrastes luminosos mais acentuados, assim como composições dinâmicas e harmonia das cores.

## Descrição da Obra
Das Große Jüngste Gericht é uma obra a óleo encomendada por Wolfgang Wilhelm, conde do palatinado - Neuburg, destinado a servir de retábulo do altar-mor da Hofkirche - Neuburg an der Donau, que foi entregue aos jesuítas em 1618. A criação da obra no início do século XVII causou grande ofensa pelos nus retratados, dessa forma a obra ficou coberta até que o neto do doador, Johann Wilhelm, a levou para a Galeria de Düsseldorf em 1692.
A tela que Rubens pintou, medindo 4,635 metros de largura e 6,085 metros de altura, tem uma única assinatura que é sua, embora se acredite que nove de seus alunos tenham participado da pintura do quadro. Nesta composição estão dispostas a figura de Deus Pai ao alto da imagem acompanhando o julgamento que Cristo, representado sentado nas nuvens, comanda. À esquerda do observador e à direita de Jesus, a representação da Virgem Maria com expressões de condolência aos ditos eleitos da salvação; à direita do observador e à esquerda de Jesus está Moisés segurando as tábuas da lei, e nessa mesma linha visual estão os apóstolos, profetas e patriarcas.

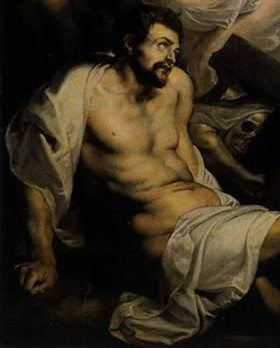
Autorretrato de Rubens na obra de Das Große Jüngste Gericht.

Aos pés de Jesus, o arcanjo Miguel com um raio na mão, e ao lado, anjos tocando as trombetas (que anunciam o Juízo Final). A composição das cores é bem distribuída e equilibrada, uma vez que a parte de cima é bem clara com os santos "se misturando" com a formação das nuvens no quadro, provendo essa ideia de "além"/"santidade". A parte de baixo possui cores mais fortes e escuras, e o pintor evidencia os demônios com feições grotescas e punitivas arrastando os condenados ao inferno para receberem a eterna punição. Esse contraste entre claro e escuro serviu para enfatizar o conceito de luz versus trevas que o pintor pensou em passar para que os observadores conseguissem entender a imagem sem que houvesse o uso da explicação oral.
É interessante, também, ver o autorretrato de Rubens no canto inferior esquerdo, com expressão de dúvida no rosto: sendo católico e sabendo que o Juízo Final é um acontecimento futuro, não poderia julgar seu destino.

## Contexto
As imagens religiosas, principalmente na Idade Média, dividiram opiniões a respeito do seu uso para os sermões católicos, já que alguns clérigos poderiam atribuir esse uso à idolatria e acreditavam que somente o uso da oratória e da escrita era suficiente para o apelo aos leigos. Porém, a maior parte dos teólogos seguiu o pensamento do Papa Gregório Magno sobre o uso das imagens religiosas. Ele afirmava que a imagem tinha também função instrutiva para aqueles que não conseguiam entender a história sagrada num momento em que muitos eram analfabetos e a compreensão total das escrituras ficava apenas para os clérigos.
Além da função educativa, essas imagens transmitiam o sentimento de compunção, uma afetividade por parte dos fiéis estimulando a devoção. Assim, o uso de imagens passou a ser necessário em cultos já que, como dito anteriormente, estimulava a devoção do fiel, não só por amor, mas por medo e empatia também, já que muitas imagens transmitiam expressões de dor na face de Jesus; em muitas representações do Juízo Final a iconografia evidenciava os destinos para onde os salvos e condenados irão. É uma forma de rememorá-los do que há de vir e as consequências que sofrerão, sejam elas boas ou más.

As feições no rosto do arcanjo Miguel e dos anjos que tocam as trombetas são de ira, representando assim a ira de Cristo. O Cristo Juiz tem um tempo certo para aparecer, esse sendo o último dia da humanidade, onde há de vir pela última vez julgar a humanidade, como diz o credo católico:
Creio em Deus pai todo poderoso, criador do céu e da terra, e em Jesus cristo seu único filho, nosso senhor que foi concebido, pelo poder do Espírito Santo, nasceu da virgem Maria, padeceu sob Pôncio Pilatos, foi crucificado, morto e sepultado, desceu a mansão dos mortos, ressuscitou ao terceiro dia subiu aos céus e está sentado a direita de Deus pai todo poderoso donde há de vir e julgar os vivos e os mortos. Creio no Espírito santo, na Santa igreja Católica, na comunhão dos santos, na remissão dos pecados na ressurreição da carne e na vida eterna. Amém.
A representação do Cristo Juiz é marcada, de forma sutil, com a oposição dos braços em alto/baixo, que mostra - do ponto de vista de Cristo - à direita a subida dos eleitos ao Paraíso, e à esquerda a descida dos condenados ao Inferno. Assim como a interpretação dada pelos historiadores a partir da iconografia da imagem do Juízo Final da repartição entre bem e mal, eleitos e condenados, assim na Bíblia também está escrito em Mateus 25:31-33:"[...] E colocará à Sua direita as ovelhas e os bodes à Sua esquerda". A composição de Rubens não só captura a atenção daqueles que observam a pintura, como também os convida à uma reflexão sobre a condição humana e a vida pós morte, juntando estética e contemplação espiritual.